# Vaccaei

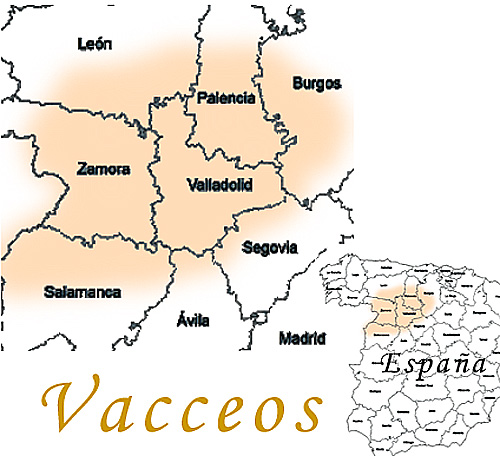
Siedlungsgebiet der Vaccaei

Iberische Halbinsel im 3. Jh. v. Chr.

Die Vaccaei, manchmal auch Vaccäer (spanisch: Vacceos), waren ein antiker, Ackerbau treibender keltischer Volksstamm im Nordwesten der Iberischen Halbinsel.

## Siedlungsgebiet
Das Siedlungsgebiet der Vaccaei umfasste große Teile der altkastilischen Hochflächen (Meseta Central) entlang des Duero-Tals. Ihre Nachbarn Westen und Nordwesten waren die Asturer, im Norden siedelten die Kantabrer, im Nordosten die Turmodiger, im Südosten die keltiberischen Arevaker und im Süden die Vettonen. Claudius Ptolemäus und andere nennen Städte wie Pallantia (Palencia), Ocalam (Zamora), Helmantica/Salmantica (Salamanca), Arbucala (Toro), Pincia oder Pintia (Padilla de Duero), Intercantia (Paredes de Nava), Cauca (Coca), Septimanca (Simancas), Rauda (Roa), Dessobriga (Oserna) oder das noch nicht lokalisierte Autraca oder Austraca.

## Geschichte

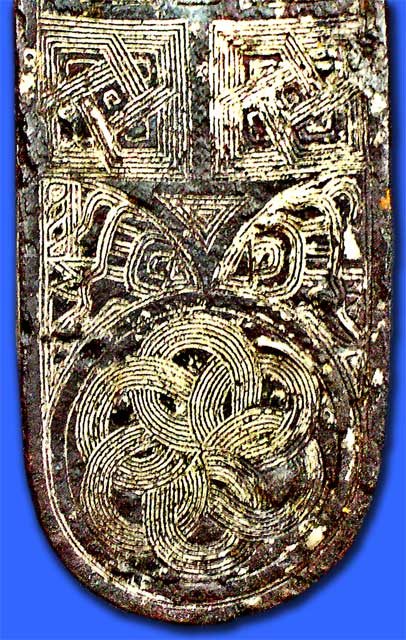
Eiserner Schild mit Niello-Einlagen aus Padilla de Duero (Gemeinde Peñafiel); 4. Jh. v. Chr.

Die Vaccäer waren wohl im 6. und 5. Jahrhundert v. Chr. aus Mitteleuropa eingewanderte Kelten und sprachen – wie auch die benachbarten keltischen und keltiberischen Stammesgruppen – eine hispano-keltische Sprache; auch in ihrer Kultur unterschieden sie sich kaum voneinander. In den 30er Jahren des 3. Jahrhunderts v. Chr. gerieten Teile ihres Siedlungsgebietes zeitweise unter karthagischen Einfluss. Im Verlauf der Eroberung des Nordens und Nordwestens der Iberischen Halbinsel durch die Römer im 2. und 1. Jahrhundert v. Chr. (siehe Keltiberischer Krieg), einem Nebenschauplatz bzw. Nachspiel der Punischen Kriege, kämpften sie an der Seite ihrer Nachbarn gegen die römischen Invasoren.
Wie alle keltischen Völker verstanden sie sich auf das Schmieden von Eisen; Diodor berichtet, dass die Kelten und Keltiberer hervorragende Krieger waren, die sowohl zu Pferd als auch zu Fuß kämpften.

## Kunst
Manchmal werden die steinernen sogenannten ‚Iberischen Stiere‘ (verracos) mit den Vaccaei in Verbindung gebracht, doch sind die meisten von ihnen außerhalb ihres (immer noch umstrittenen) Siedlungsgebietes gefunden worden. Die Forschung ist in Bezug auf die vorrömischen Kulturen der Iberischen Halbinsel noch längst nicht abgeschlossen.